# 石门坎站 (成都市)
石门坎站位于中华人民共和国四川省成都市金牛区天回镇街道万石路与天宝路交叉口，是成都地铁27号线的地铁车站，于2024年12月19日启用。

## 车站概要
石门坎站位于金牛区天回镇街道万石路天宝路口东北侧，沿万石路南北向设置。因老地名石门坎而得名。本站在规划阶段曾用名“万圣站”。

## 车站结构
石门坎站为地上三层高架11米宽岛式站台车站，全长120米，宽18.8米，总建筑面积7956平方米。
| 地上 三层 |                                   | 27号线列车往石佛方向 （旃檀寺） |  |
| 地上 三层 | 岛式站台，左边车门将会开启        |                                 |  |
| 地上 三层 | 27号线列车往蜀鑫路方向 （三圣寺） |                                 |  |
| 地上 二层 | 站厅层                            | 安检、自动售票机、车站商店      |  |
| 地面      | 架空层                            | 出入口                          |  |

## 出入口
本站目前开放4个出入口。
|              |                         |                                            |      |
| 出口编号     | 设施                    | 出口指示                                   | 照片 |
|              |                         | 金凤凰大道、金华寺西路                     |      |
| 出口 · B · 1 | 无障碍电梯              | 金凤凰大道、金华寺西路、天高路、天龙北三路 |      |
| 出口 · B · 2 |                         | 金凤凰大道、天龙北三路、天泽路、天宝路     |      |
| 出口 · C     | 无障碍电梯 无障碍卫生间 | 金凤凰大道、天宝路                         |      |